# VAW-11
11ème Escadron de commandement et de contrôle aéroporté
Le Carrier Airborne Early Warning Squadron 11 (CARAEWRON ONE ONE ou VAW-11), connu sous le nom de "Early Elevens", était un escadron d'alerte avancée de l'US Navy dont la mission était de fournir des services aux forces de la flotte et aux réseaux d'alerte à terre, quelles que soient les conditions météorologiques. L'escadron était également responsable des missions de patrouille aérienne et de lutte anti-sous-marine. Créé en 1948, il était basé  à la Naval Air Station North Island à San Diego en Californie. Ses détachements ont servi à bord de 13 porte-avions d'attaque et anti-sous-marins de la flotte du Pacifique.

## Historique

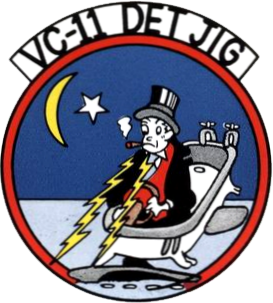
Insigne du VC-11 en 1956

Le 6 juillet 1948, l'escadron a été créé sous le nom de VAW-11, puis renommé Fleet Composite Squadron 11 (VC-11) en septembre 1948.
L'escadron a d'abord été équipé du Grumman TBM-3W Avenger'. Le VC-11 a travaillé sur le développement du concept d'alerte avancée aéroportée (AEW) et, en 1950, a déployé des détachements qui ont fourni une protection anti-sous-marine et AEW tout au long de la guerre de Corée, pilotant le Douglas AD-3W/4W Skyraider. En 1958, l'escadron a reçu la variante AD-5Q du Skyraider et le Grumman TF-1Q Trader, qui ont conjointement ajouté la guerre électronique à ses capacités. Les deux avions ont ensuite été employés par le VAW-13', qui a été formé par VAW-11 et mis en service en 1961. En 1959, l'escadron a reçu Grumman WF-2 Tracer, communément appelé "Willy Fudds" ou "Stoof with a Roof" (comme il a été développé à partir du Grumman S2F "Stoof"). En juillet 1960, il a déployé son premier détachement Grumman Tracer dans le Pacifique occidental.

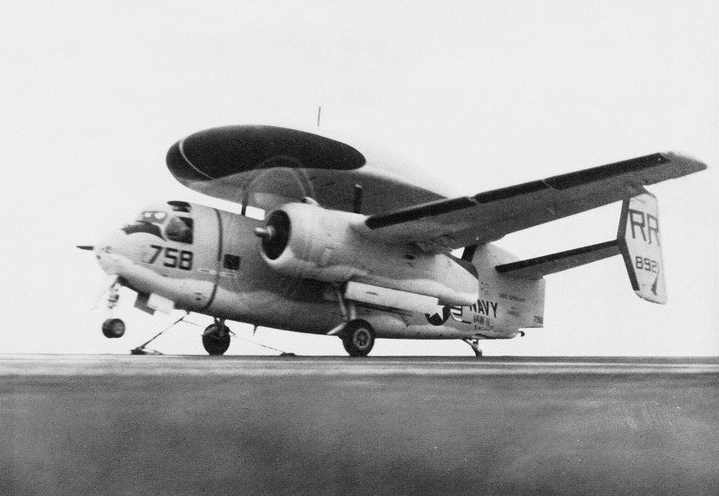
E-1B du VAW-11 se préparant à être lancé depuis l'USS Oriskany en 1962

En 1964, l'escadron a commencé à recevoir des Grumman E-2A Hawkeye. Cet avion nécessitait un soutien au sol très important, en particulier pour son système avionique complexe, entraînant une croissance significative de l'inventaire de maintenance et des effectifs de l'escadron. En 1966, le VAW-11 était devenu le plus grand escadron basé sur des porte-avions de l'US Navy, fournissant des détachements E-2A Hawkeye aux grands porte-avions d'attaque et des détachements E-1B aux petits porte-avions de classe Essex.
Pour augmenter l'efficacité et la préparation au combat, le 20 avril 1967, l'escadron a été renommé Carrier Airborne Early Warning Wing 11 tandis que les différents détachements ont été établis en tant qu'escadron VAW individuellement distinct désignés VAW-110, VAW-111, VAW-112, VAW-113, VAW-114, VAW-115 et VAW-116.

## Galerie
|                                                    |
| AD-4W Skyraider du VC-11 en 1952 (Guerre de Corée) |

|                               |
| E-1B Tracer du VAW-11 en 1966 |